# Naqīshīāt-e Yek
Naqīshīāt-e Yek (persiska: نقیشیات یک, Naqshīāt) är en ort i Iran.   Den ligger i provinsen Khuzestan, i den centrala delen av landet, 500 km sydväst om huvudstaden Teheran. Naqīshīāt-e Yek ligger 30 meter över havet och antalet invånare är 228.
Terrängen runt Naqīshīāt-e Yek är mycket platt. Runt Naqīshīāt-e Yek är det ganska tätbefolkat, med 144 invånare per kvadratkilometer. Närmaste större samhälle är Zovīyeh-ye Do, 12,1 km väster om Naqīshīāt-e Yek. Trakten runt Naqīshīāt-e Yek är ofruktbar med lite eller ingen växtlighet.